# Ronin (1998.)
Ronin je američki film iz 1998. redatelja Johna Frankenheimera.

## Radnja
Skupina bivših agenata iz različitih sigurnosnih službi se okuplja u Parizu. Primorani si na zajedničku suradju kako bi ukrali mističnu torbu.

## Ime filma
Ronin je na japanskom samuraj koji više nema gospodara.

## Uloge
- Robert De Niro
- Jean Reno
- Stellan Skarsgård
- Sean Bean
- Natascha McElhone

## Vanjske poveznice
- Ronin u internetskoj bazi filmova IMDb-a